# Organisation de la coopération économique de la Caspienne
L'Organisation de la coopération économique de la Caspienne est un projet d'organisation internationale lancé par le président russe Dmitri Medvedev lors d'une conférence consacrée à la coopération entre les pays riverains à Astrakhan.
La conférence économique d'Astrakhan se déroule les 3 et 4 octobre 2008, rassemblant les vice-premiers ministres des pays riverains de la Caspienne. La Russie, l'Iran, le Kazakhstan et l'Azerbaïdjan ont soutenu l'idée de créer l'organisation de la coopération économique régionale, alors que le Turkménistan s'est opposé à cette initiative.